# Општина Војнић
Општина Војнић се налази на Кордуну, у саставу Карловачке жупаније, Република Хрватска. Сједиште општине је у Војнићу. Према подацима са последњег пописа 2021. године у општини је живело 3.602 становника.

## Географија
Општина се налази у источном дијелу жупаније. Граничи са градом Карловцем на сјеверу, на западу са градом Слуњем и општином Крњак. Источно је Сисачко-мословачка жупанија, а јужно је општина Цетинград, као и Босна и Херцеговина.

## Историја
У периду од 1991. до августа 1995, општина је припадала Републици Српској Крајини. До 1997. године Војнић је био дио Сисачко-мославачке жупаније. Територијалном реорганизацијом у Хрватској, нису мијењане границе старе општине Војнић, нити су формирана нова насељена места.

## Насељена мјеста
| - Брдо Утињско - Буковица Утињска - Војишница - Војнић - Гаћеша Село - Гејковац - Горња Брусовача - Доња Брусовача - Дуњак | - Живковић Коса - Јагровац - Јохово - Јурга - Карталије - Кестеновац - Клокоч - Клупица - Кључар | - Кнежевић Коса - Кокирево - Коларић - Криваја Војнићка - Крстиња - Купљенско - Кусаја - Липовац Крстињски - Лисине | - Лоскуња - Малешевић Село - Мандић Село - Међеђак Утињски - Михољско - Мрацељ - Мрачај Крстињски - Петрова Пољана - Подседло | - Присјека - Радмановац - Радоња - Рајић Брдо - Свиница Крстињска - Селакова Пољана - Утиња Врело - Џаперовац - Широка Ријека - Штакоровица |

## Становништво
Према попису становништва из 2001. године општина Војнић има 5.495 становника у 46 насељена мјеста. Већину чине Срби (50%) а бројни су и Хрвати (36%), досељеници из БиХ. Остали су Муслимани и Бошњаци.
Према попису становништва из 2011. године, општина Војнић је имала 4.764 становника.
Од 1921. до 1948. године број становника општине је опао за 34%. 1948. године су сљедећа села у општини имала већинско српско становништво: Будачка Ријека, Будачки Горњи, Вељун, Војнић, Дуњак, Кнежевић Коса, Козинац Велики, Крњак, Крстиња, Купљенско, Перјасица, Перјасица Доња, Полој Средњи, Присјека, Свињица Крстињска, Скрад Горњи, Тушиловић, Утиња, Утиња Врело и Шливња.

#### Број становника по пописима
| Општина Војнић |       |       |       |       |        |        |       |        |        |        |        |        |       |        |       |
| година пописа  | 2001. | 1991. | 1981. | 1971. | 1961.  | 1953.  | 1948. | 1931.  | 1921.  | 1910.  | 1900.  | 1890.  | 1880. | 1869.  | 1857. |
| бр. становника | 5.495 | 8.236 | 8.908 | 9.590 | 10.490 | 10.906 | 9.947 | 13.563 | 12.014 | 12.351 | 11.879 | 11.205 | 9.783 | 10.535 | 9.976 |

#### Национални састав
| Општина Војнић     |                |                |                |                |                 |
| година пописа      | 2001.          | 1991.          | 1981.          | 1971.          | 1961.           |
| Срби               | 2.747 (49,99%) | 7.366 (89,44%) | 7.895 (88,63%) | 9.146 (95,37%) | 10.133 (96,59%) |
| Хрвати             | 1.980 (36,03%) | 116 (1,40%)    | 127 (1,42%)    | 188 (1,96%)    | 299 (2,85%)     |
| Југословени        | —              | 158 (1,91%)    | 479 (5,37%)    | 131 (1,36%)    | 14 (0,13%)      |
| остали и непознато | 768 (13,97%)   | 596 (7,23%)    | 407 (4,56%)    | 125 (1,30%)    | 44 (0,41%)      |
| укупно             | 5.495          | 8.236          | 8.908          | 9.590          | 10.490          |

### Национални састав општине 2011.
На попису становништва 2011. године, општина Војнић је имала 4.764 становника, следећег националног састава:
| Попис 2011.‍        | Попис 2011.‍        | Попис 2011.‍ | Попис 2011.‍ | Попис 2011.‍ |
| ------------------ | ------------------ | ----------- | ----------- | ----------- |
|                    |                    |             |             |             |
| Срби               | Срби               |             | 2.130       | 44,71%      |
| Хрвати             | Хрвати             |             | 1.769       | 37,13%      |
| Бошњаци            | Бошњаци            |             | 318         | 6,68%       |
| остали и непознато | остали и непознато |             | 547         | 11,48%      |
| укупно: 4.764      |                    |             |             |             |

### Национални састав општине 2021.
На попису становништва 2021. године, општина Војнић је имала 3.602 становника, следећег националног састава:
| Попис 2021.‍        | Попис 2021.‍        | Попис 2021.‍ | Попис 2021.‍ | Попис 2021.‍ |
| ------------------ | ------------------ | ----------- | ----------- | ----------- |
|                    |                    |             |             |             |
| Хрвати             | Хрвати             |             | 1.467       | 40,73%      |
| Срби               | Срби               |             | 1.385       | 38,45%      |
| Бошњаци            | Бошњаци            |             | 380         | 10,55%      |
| остали и непознато | остали и непознато |             | 370         | 10,27%      |
| укупно: 3.602      |                    |             |             |             |

## Споменици
На територији општине налази се Меморијални парк Петрова гора, основан 1966. године. У саставу Меморијалног парка налази се партизанска болница, споменик антифашистичкој борби на Петровцу, партизанско гробље, логор у Перни, омладински прихватни центар и још неколико мањих објеката. До посљедњег рата, уз Ловачку кућу „Муљава“, то је био познати излетнички центар који је годишње посјећивало преко 60.000 људи.
Данас, нажалост, цијели комплекс Меморијалног парка стоји девастиран, опљачкан и у потпуности неискориштен.
На територији општине се такође налазе остаци средњовјековног града Клокоча.